# Philipp Spitta (teolog)
Karl Johann Philipp Spitta, född 1 augusti 1801 i Hannover, död 28 september 1859 i Burgdorf i Hannover, var en tysk poet och psalmförfattare. Han var protestantisk präst och superintendent i Burgdorf.

## Utbildning och arbete
Philipp Spitta började efter en kort vistelse på gymnasium istället som urmakarlärling. Men 1821–1824 återupptog han studierna i teologi vid universitetet i Göttingen. En av hans vänner var Heinrich Heine, som han bildade ett poetiskt sällskap ihop med. Efter avlagd grundexamen erhöll han en tjänst som guvernant i närheten av Lüneburg.
Från 1828 fick han alltfler arbetsmöjligheter genom att tjänstgöra som hjälppredikant Sudwalde, på vilket följde tjänst som organist och garnisonspräst i Hameln. Han var också sekreterare i en kristen förening i norra Tyskland (Christlicher Verein im nördlichen Deutschland).
Sex år senare flyttade han till Peine och tillträdde tjänsten som superintendent där, men motsvarande position erhöll han 1847 i Wittingen och antog denna. År 1855 utnämndes han till hedersdoktor vid teologiska fakulteten i Göttingen, som ett erkännande av hans insatser som präst och teolog.
År 1859 blev han utnämnd till superintendent stiftet Burgdorf, men avled där kort efter att han tillträtt denna tjänst. Två av hans söner med Johanna Maria Hotzen följde i faderns fotspår och har skapat sig egna namn inom samma område: Friedrich Spitta var en betydelsefull teolog och Philipp Spitta blev en betydelsefull vetenskapsman inom musikvetenskap.

## Psalmförfattare
- Bei Dir, Jesu, will ich bleiben (EG 406)
- Bleibt bei dem, der euretwillen
- Du heil'ger Geist, bereite
- Ein lieblich Los ist uns gefallen
- Es kennt der Herr die Seinen
- Freuet euch der schönen Erde (1827, EG 510)
- Geist des Glaubens, Geist der Stärke (1833, EG 137)
- Gottes Stadt steht fest gegründet
- Herzenkündiger
- Ich steh in meines Herren Hand (1833, EG 374)
- O du, den meine Seele liebt
- O Jesu, meine Sonne
- O komm, du Geist der Wahrheit
- O selig Haus
- O Vaterhand, die mich so treu geführet
- O, wie freun wir uns der Stunde
- Wie wird uns sein
- Wo ist ein Vater, Gott, wie Du
- Wort des Lebens, laut're Quelle

O Jesu, meine Sonne översattes 1859 till engelska, O blessed Sun, whose splendor, av Richard Massie. Samma år översatte Massie också I know no life divided, o Lord of life, from thee. Bägge översättningarna är publicerade i The Church Hymn book 1872 (nr. 786 och 787).
I svenska psalmböcker återfinns
- Herrens stad har fasta grunder (1937 nr 244), skriven 1843. (Gottes Stadt steht fest gegründet)
- Jag och mitt hus för dig, o Gud (1937 nr 481), skriven 1833